# Moulin à écorces
Pour les articles homonymes, voir moulin (homonymie).

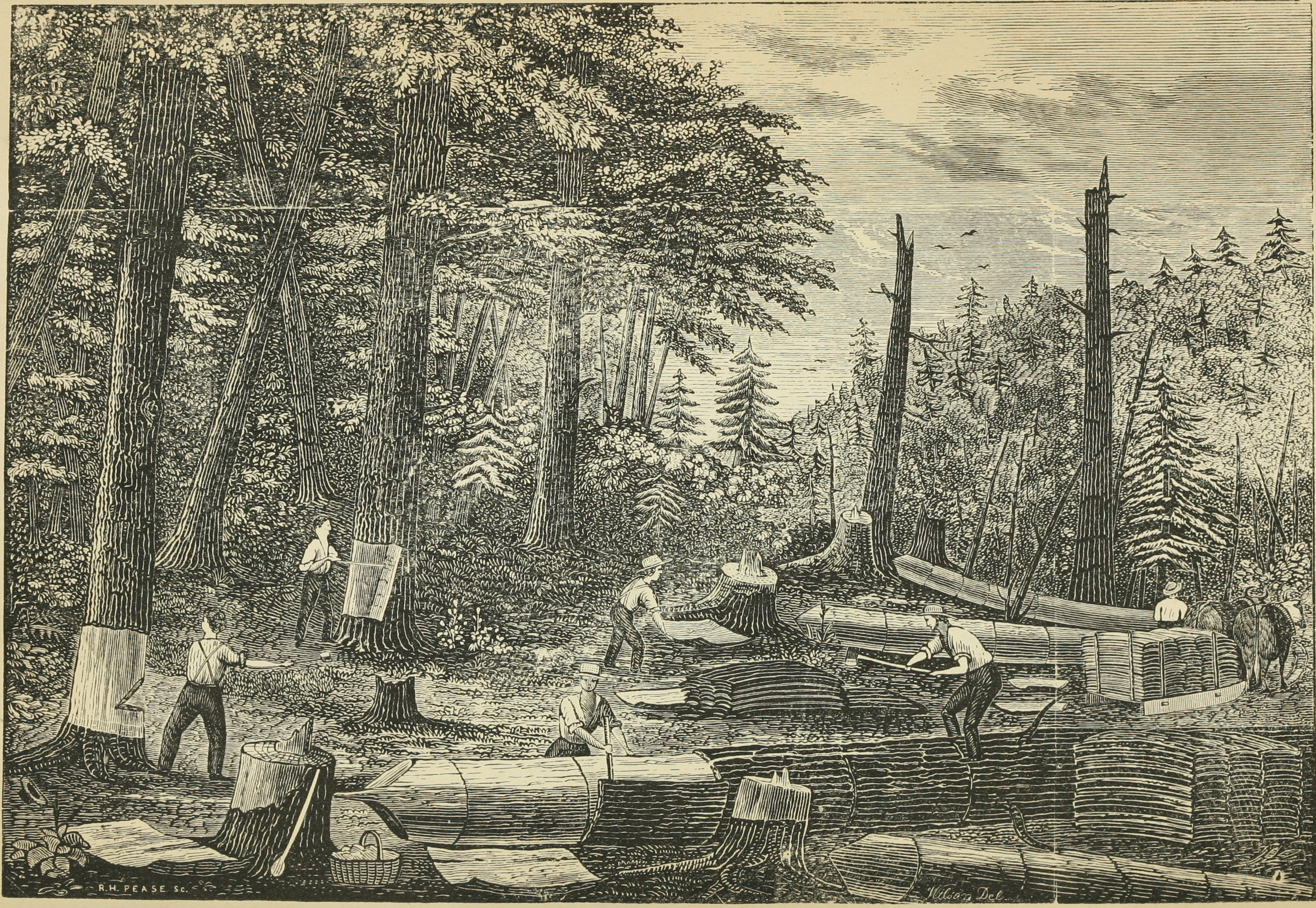
Écorçage pour une tannerie à Prattsville, New York, dans les années 1840.

Un moulin à écorces est un bâtiment où l'on broie de l'écorce pour le tannage des peaux.

## Moulin à tan
Un moulin à tan est un moulin à écorces de chêne. Le terme « tan » vient très probablement du radical gaulois « *tanno- » qui signifie « chêne ». Le tan est constitué d’écorce de chêne moulue, utilisée dans les méthodes anciennes de tannage végétal particulièrement adapté aux cuirs des gros bovins, notamment aux cuirs pour semelles de chaussures.

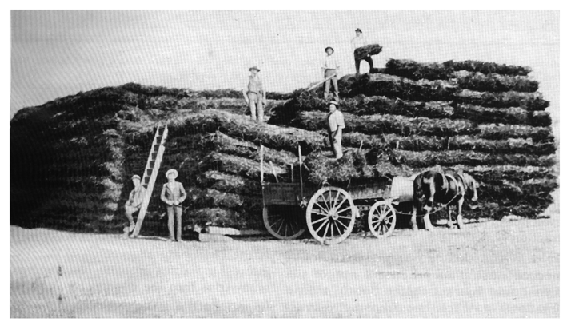
Récolte d'écorces de mimosa doré en Australie-Méridionale, avant exportation pour les tanneries (années 1800).

L'acacia doré (Acacia pycnantha) a été cultivé dans les régions tempérées du monde entier pour le tanin de son écorce, car il offre le rendement le plus élevé parmi tous les acacias. Cette exploitation a contribué à la déforestation de certaines régions de l'Australie. Elle est désormais limitée à certaines communautés rurales.
Les arbres peuvent être récoltés pour le tanin lorsqu'ils sont âgés de sept à dix ans.

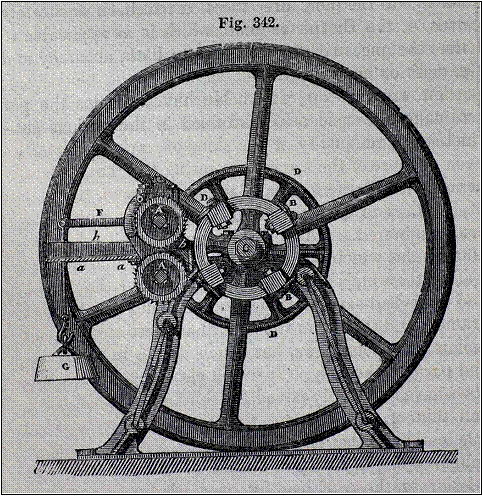
Machine à découper l'écorce - illustration issue de Chemistry, Theoretical, Practical & Analytical de James Sheridan Muspratt  (vers 1859).
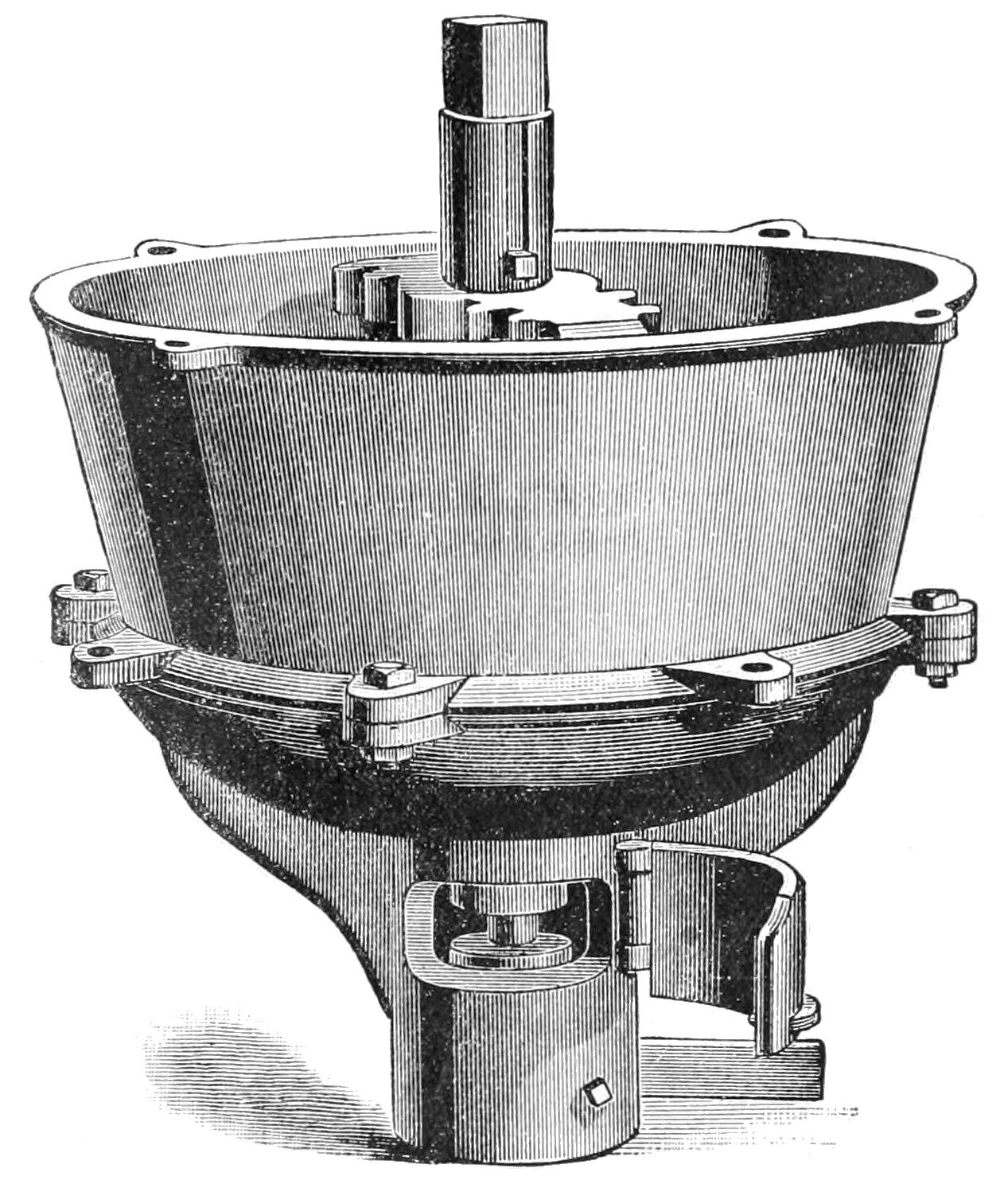
Meule à écorce - 1892 (illustration issue du Popular Science Monthly Volume 41).